# 캐스텍코리아
주식회사 캐스텍코리아(영어: Castec Korea)는 대한민국의 자동차 부품기업이다.

## 연혁
- 2014년 5월 27일 주관사를 한국투자증권으로 공모가 6,500원에 상장하였다.[2]
- 2024년 운영자금 등 110억원을 조달하고자 주주배정후 실권주 일반공모 유상증자를 결정했다[3] 2024년 유동성 확보를 위해 부산 강서구 미음동의 토지와 건물(매매대금은 130억원)을 처분할 계획이며 유증으로 조달된 자금 자금 중 63억원은 운영자금으로, 27억원은 채무상환자금으로 사용한다[4]
- 2025년 정기주주총회에서 경영진이 소액주주와의 의결권 대결에서 승리했다.[5]